# イクビゴケ属
イクビゴケ属（Diphyscium）は、マゴケ綱に属するコケ植物の一分類群。かつてはクサスギゴケ属やキセルゴケ属とともに分類されていたが、分類の再検討によって独立した分類群としてみなされており、本属のみでイクビゴケ亜綱イクビゴケ目イクビゴケ科を構成する。

## 概要
茎は非常に短く、円形に開いた葉によってほとんど見えなくなっている。葉の中肋は葉の先端より長く、糸状に伸びている。朔は円形で、葉の間に埋もれている。

## 種
Magombo (2003)では15種が記載されている。当初、そのうちの2種はクサスギゴケ属に分類されており、またチリに分布する1種は独立した属（Muscoflorschuetzia、1属1種）の種とされていた。しかしMagombo (2003)で分類を再検討され、別属にあったこの3種も含めた15種をすべてイクビゴケ属とするよう提案されている。
日本には5種が分布するとされる。以下の15種がある。
- ミギワイクビゴケ Diphyscium chiapense D. H. Norris
- D. domingense (Brid.) W R. Buck & Steere
- D. fasciculatum Mitt.
- D. fendleri Mull. Hat.
- ミヤマイクビゴケ D. foliosum (Hedw.) Mohr
- イクビゴケ D. fulvifolium Mitt.
- D. kashmirense (H. Rob.) Magombo
- D. longifolium
- Diphyscium lorifolium Ueno & Deguchi
- リュウキュウイクビゴケ D. mucronifolium (D. involutum[1])
- コバノイクビゴケ D. perminutum
- D. pilmaiquen (Crosby) Magombo
- D. pocsii (Bizot) R. H. Zander
- ヒメイクビゴケ D. satoi
- スズキイクビゴケ D. suzukii